# Forest Peoples Programme
Forest Peoples Programme (FPP) unterstützt die Rechte indigener Völker, die in Wäldern leben und für ihren Lebensunterhalt auf sie angewiesen sind. FPP agiert durch zwei unabhängige Organisationen mit Sitz im Vereinigten Königreich (FPP UK) und den Niederlanden (FPP NL).
Forest Peoples Program wurde 1990 gegründet, um die Kämpfe der indigenen Waldvölker zur Verteidigung ihres Landes und ihrer Lebensgrundlagen zu unterstützen. Es wurde 1997 als nichtstaatliche niederländische Stiftung für Menschenrechte und später, im Jahr 2000, als britische Wohltätigkeitsorganisation (Nr. 1082158) und als Company Limited by Guarantee (England & Wales, Nr. 3868836), mit Sitz im Vereinigten Königreich.
Wirtschaft und Politik behandeln Wälder jedoch häufig als unbenutztes Land, das vom Staat kontrolliert wird und daher für verschiedene Zwecke zur Verfügung steht, wie Abholzung, Plantagen, Dämme, Minen, Ölquellen, Gaspipelines und Agrarindustrie. Durch solche Übergriffe werden Waldvölker oft aus ihren Waldheimaten vertrieben.

## Ziele
Forest Peoples Programme vertritt eine alternative Vision, wie Wälder bewirtschaftet und kontrolliert werden sollten, basierend auf der Achtung der Rechte der Völker, die sie am besten kennen. FPP arbeitet mit Waldvölkern in Südamerika, Afrika und Asien zusammen, um ihnen zu helfen, ihre Rechte zu sichern, ihre eigenen Organisationen aufzubauen und mit Regierungen und Unternehmen darüber zu verhandeln, wie wirtschaftliche Entwicklung und Schutz auf ihrem Land am besten erreicht werden können.
Wälder bedecken 31 % der gesamten Landfläche des Planeten. Davon sind 12 % für die Erhaltung von Biodiversität ausgewiesen und fast alle bewohnt. Viele der Völker, die in ihren Wäldern leben und Gewohnheitsrechte an ihnen haben, haben Lebensweisen und traditionelles Wissen entwickelt, die auf ihre Waldumgebung abgestimmt sind und die der Biodiversität zugutekommen. Mindestens 36 % der intakten Wälder der Welt werden von etwa 70 Millionen indigenen Menschen bewohnt.
FPP hat beratenden Status beim Wirtschafts- und Sozialrat der Vereinten Nationen (ECOSOC) und ist um den Tropenwaldgürtel tätig, um die Kluft zwischen politischen Entscheidungsträgern und Waldvölkern zu überbrücken.
Strategische Ansätze von FPP sind die Unterstützung von Selbstbestimmung von Waldvölkern, Zugang zur Justiz durch die Entwicklung und Nutzung von Rechenschafts- und Rechtsschutzmechanismen, Partnerschaftliches Eintreten für rechtliche und politische Reformen, und die Stärkung von Solidarität für koordinierte Maßnahmen zwischen einer Vielzahl von Akteuren.
FPP ist z. B. an einer Analyse beteiligt, die die Rechte, Rollen und Beiträge indigener Völker in den national festgelegten Beiträgen (NDCs) von zehn Ländern in Asien (Bangladesch, Kambodscha, Indien, Indonesien, Malaysia, Myanmar, Nepal, Philippinen, Thailand und Vietnam) untersucht. Es wird u. a. geprüft, ob die NDCs dieser Länder Verweise auf Rechteinhaber wie indigene Völker enthalten, und wie NDCs traditionelles Wissen, die Beteiligung indigener Völker und den Aufbau von Kapazitäten fördern. Die Untersuchung wird u. a. vom  UN-REDD Programm und der Development Cooperation Section des Schwedischen Konsulats in Bangkok unterstützt.